# Liste der denkmalgeschützten Objekte in Weiden bei Rechnitz
Die Liste der denkmalgeschützten Objekte in Weiden bei Rechnitz enthält die 8 denkmalgeschützten, unbeweglichen Objekte der Gemeinde Weiden bei Rechnitz.

## Denkmäler
| Foto |                 | Denkmal                                                                   | Standort                                                 | Beschreibung | Metadaten |
| ---- | --------------- | ------------------------------------------------------------------------- | -------------------------------------------------------- | --- | --- |
| ja   | Datei hochladen | Kath. Filialkirche hl. Theresia HERIS-ID: 12494 Objekt-ID: 8634           | Standort KG: Allersdorf                                  | Die kleine Kirche wurde 1826 als spätklassizistischer Saalbau errichtet. Der Südturm wurde 1932 angefügt. | BDA-Hist.: Q38131879 Status: § 2a Stand der BDA-Liste: 2025-06-30 Name: Kath. Filialkirche hl. Theresia GstNr.: 2 Filialkirche hl. Theresia, Allersdorf                  |
| ja   | Datei hochladen | Filialkapelle Mariae Namen HERIS-ID: 12495 Objekt-ID: 8635                | Mönchmeierhof 10 Standort KG: Mönchmeierhof              | | BDA-Hist.: Q38131909 Status: § 2a Stand der BDA-Liste: 2025-06-30 Name: Filialkapelle Mariae Namen GstNr.: 545 Holy Name of Mary Church (Mönchmeierhof)                  |
| ja   | Datei hochladen | Kath. Filialkirche hl. Antonius HERIS-ID: 12497 Objekt-ID: 8637           | Podler 6 Standort KG: Podler                             | Die Kirche ist ein kleiner klassizistischer Kirchenbau mit dreigeschoßigem Südturm. Sie wurde in den Jahren 1794 bis 1799 errichtet. | BDA-Hist.: Q15110721 Status: § 2a Stand der BDA-Liste: 2025-06-30 Name: Kath. Filialkirche hl. Antonius GstNr.: 59 Filialkirche Podler                                   |
| ja   | Datei hochladen | Kath. Filialkirche hll. Petrus und Paulus HERIS-ID: 12499 Objekt-ID: 8639 | Rumpersdorf 9 Standort KG: Rumpersdorf                   | Die Kirche wurde Mitte des 19. Jahrhunderts errichtet. Das Gebäude hat einen eingezogenen, flach geschlossenen Chor, das Schiff ist zweijochig mit Platzlgewölbe. Im Westen ist ein Turm mit Spitzhelm vorgesetzt.                                                       | BDA-Hist.: Q15110723 Status: § 2a Stand der BDA-Liste: 2025-06-30 Name: Kath. Filialkirche hll. Petrus und Paulus GstNr.: 238 Saints Peter and Paul Church (Rumpersdorf) |
| ja   | Datei hochladen | Friedhofskapelle HERIS-ID: 12500 Objekt-ID: 8640                          | Rumpersdorf 50 Standort KG: Rumpersdorf                  | Die Friedhofskapelle südlich außerhalb des Ortes wurde im Jahr 1695 gestiftet. | BDA-Hist.: Q38131997 Status: § 2a Stand der BDA-Liste: 2025-06-30 Name: Friedhofskapelle GstNr.: 144                                                                     |
| ja   | Datei hochladen | Kath. Pfarrkirche hl. Johannes Nepomuk HERIS-ID: 12501 Objekt-ID: 8641    | Weiden bei Rechnitz 29a Standort KG: Weiden bei Rechnitz | Die Kirche wurde 1819 erbaut und 1953 durch Karl Holey erweitert, wodurch zwei querschiffartige Anbauten entstanden. An den Schiffen befinden sich beidseitig Strebepfeiler, der Fassadenturm hat einen Spitzhelm. die drei Joche des Kirchenschiffs sind platzlgewölbt. | BDA-Hist.: Q20747632 Status: § 2a Stand der BDA-Liste: 2025-06-30 Name: Kath. Pfarrkirche hl. Johannes Nepomuk GstNr.: 89 Pfarrkirche Weiden bei Rechnitz                |
| ja   | Datei hochladen | Kath. Filialkirche hll. Peter und Paul HERIS-ID: 12504 Objekt-ID: 8644    | Zuberbach 72a Standort KG: Zuberbach                     | Schiff, Apsis und Sakristei der Kirche stammen aus dem Jahr 1793. Der zweigeschoßige Südturm wurde 1834 angebaut. Der Altar aus der Zeit um 1750 stammt wahrscheinlich aus der früheren Pfarrkirche.                                                                     | BDA-Hist.: Q38132072 Status: § 2a Stand der BDA-Liste: 2025-06-30 Name: Kath. Filialkirche hll. Peter und Paul GstNr.: 118 Saints Peter and Paul Church (Zuberbach)      |
| ja   | Datei hochladen | Flur-/Wegkapelle HERIS-ID: 12505 Objekt-ID: 8645                          | bei Zuberbach 125 Standort KG: Zuberbach                 | | BDA-Hist.: Q38132084 Status: § 2a Stand der BDA-Liste: 2025-06-30 Name: Flur-/Wegkapelle GstNr.: 710 Wegkapelle, Zuberbach                                               |